# Vadsø
70°04′35″N 029°44′54″Ø / 70.07639°N 29.74833°Ø
Vadsø kommune (nordsamisk: Čáhcesuolu gielda, kvensk: Vesisaaren kunta) ligger i den østlige del af Troms og Finnmark fylke i Norge. Den grænser i nord til Båtsfjord, i nordøst til Vardø og i vest til Nesseby. Syd for Varangerfjorden ligger Sør-Varanger kommune. Foruden byen Vadsø dækker kommunen Vestre Jakobselv og Kariel i vest, og Kiby, Golnes, Ekkerøy, Krampenes og Skallelv i øst.
Vadsø var på Gustav Vasas tid (1523–60) et svensk fiskerleje. Ifølge en rapport fra 1607 blev fiskerne jaget fra stedet.
Vadsø har haft bystatus siden 1833 og er administrationscentrum i Finnmark. Der bor lidt over 5.000 indbyggere i byen og vel 1.000 mere i resten af kommunen. Byen har haft en betydelig indvandring fra Finland i 1800-tallet og regnes derfor som kvenhovedstaden. I 1700-tallet begyndte finner, hovedsageligt fra Østerbotten, at indvandre og blev kaldt kvener. I Vadsø var deres antal så stort, at stiftamtmanden i 1875 bekymrede sig for det norske sprogs fremtid, da han mente, der var flere finner i Vadsø end nordmænd og samer sammenlagt.
På nationaldagen 17. maj 1934 blev Finnmark kringkaster åbnet i Vadsø. Under anden verdenskrig blev Vadsø centrum stærkt skadet, især under "storbombingen" 23. august 1944. Omkring 2.000 tyske soldater var i byen, da henved 50 sovjetiske bombefly, eskorteret af 70 jagere, lagde byen i grus. I løbet af den knappe time, angrebet varede, blev 14 civile dræbt og omkring 150 bygninger antændt. De tyske soldater brændte og sprængte ikoniske bygninger, kirken og folkeskolen, inden de trak sig tilbage sidst i oktober 1944. Efter krigen blev byen genopbygget på en ny måde.
NRK Troms og Finnmark har kontorer med ansatte i Alta, Kirkenes, Vadsø og Hammerfest. Avisen Finnmarken udkommer i Vadsø seks dage om ugen.
Vadsø har anløb af Hurtigruten, og Vadsø lufthavn ligger i Kiby, lige øst for byen.
Vadsø kommune ligger på Varangerhalvøen, hvor man har let adgang til godt rypeterræn og fiskeri efter laks og ørred. Varangerfjorden er rig på fiskearter som torsk, sej, stenbider, laks og kongekrabbe.
Varangerfestivalen er en blues- og jazzfestival, som arrangeres hvert år i begyndelsen af august. Kongekrabbefestivalen Polar spectacle blev første gang arrangeret i byen i oktober 2004, men besluttet nedlagt i 2016 efter længere tids underskud.